# Klasyfikacja medalowa Zimowych Igrzysk Olimpijskich 1960
     zdobywcy co najmniej jednego złotego medalu
     zdobywcy co najmniej jednego srebrnego medalu
     zdobywcy co najmniej jednego brązowego medalu
     państwa bez medalu
     państwa nieuczestniczące w igrzyskach

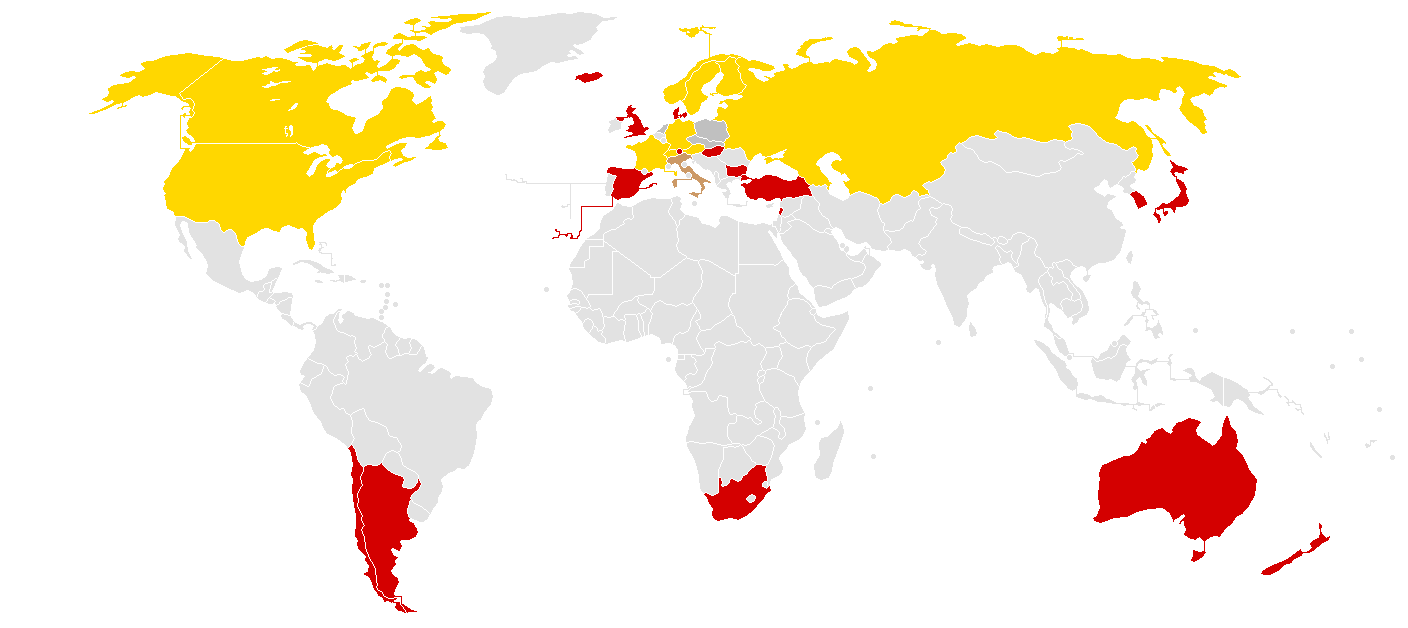
Państwa uczestniczące w Zimowych Igrzyskach Olimpijskich 1960
zdobywcy co najmniej jednego złotego medalu
zdobywcy co najmniej jednego srebrnego medalu
zdobywcy co najmniej jednego brązowego medalu
państwa bez medalu
państwa nieuczestniczące w igrzyskach

Klasyfikacja medalowa Zimowych Igrzysk Olimpijskich 1960 – zestawienie państw, reprezentowanych przez narodowe komitety olimpijskie, uszeregowanych pod względem liczby zdobytych medali na VIII Zimowych Igrzyskach Olimpijskich w 1960 roku w Squaw Valley.
W ramach igrzysk w Squaw Valley rozegrano 27 konkurencji w ośmiu dyscyplinach sportowych, czyli o trzy konkurencje więcej niż podczas poprzednich zimowych igrzysk, które rozegrano w Cortinie d’Ampezzo. W programie zawodów olimpijskich w 1960 roku po raz pierwszy znalazł się biathlon (bieg indywidualny mężczyzn) oraz biegi łyżwiarskie kobiet na czterech dystansach. Z kolei po raz pierwszy w historii nie przeprowadzono rywalizacji olimpijskiej w bobslejach. Wynikało to z kontrowersyjnej decyzji komitetu organizacyjnego igrzysk, który odmówił zbudowania toru bobslejowego, argumentując, że zawody te cieszą się zainteresowaniem małej liczby reprezentacji.
W zawodach olimpijskich w Squaw Valley uczestniczyło 665 sportowców (521 mężczyzn i 144 kobiety) z 30 państw. Dla Związku Południowej Afryki występ był debiutem w zimowych igrzyskach olimpijskich.
Medalistami zostali przedstawiciele 14 państw, zatem 16 reprezentacji zakończyło igrzyska z zerowym dorobkiem medalowym. Zwycięzcą klasyfikacji medalowej został Związek Socjalistycznych Republik Radzieckich. Sportowcy z tego kraju zdobyli 21 medali – 7 złotych, 5 srebrnych i 9 brązowych. Był to trzeci z rzędu start olimpijski sportowców z ZSRR, po zimowych i letnich igrzyskach w 1956, podczas których zostali oni zdobywcami największej liczby medali.
Dla Stanów Zjednoczonych były to czwarte igrzyska, po letnich w 1904 i 1932 oraz zimowych w 1932, na których kraj ten wystąpił w roli gospodarza. Występ amerykańskich sportowców w Squaw Valley był jednak najsłabszym z tych czterech startów. Mimo to pod względem liczby medali osiągnęli oni najlepszy rezultat na zimowych igrzyskach olimpijskich od 1952 roku. Po raz trzeci w zimowych igrzyskach olimpijskich Niemcy wystawili wspólną reprezentację dla zawodników z RFN i NRD. Niemieccy reprezentanci osiągnęli najlepszy wynik z dotychczasowych startów w zimowych igrzyskach olimpijskich, a także drugi występ olimpijski, po Letnich Igrzyskach Olimpijskich 1956, z dorobkiem czterech złotych medali. Reprezentanci Kanady zaliczyli najlepszy zimowy start olimpijski – drugi po igrzyskach w 1948, zakończony z dwoma złotymi medalami.
Reprezentacje Czechosłowacji, Holandii i Polski po raz drugi w historii zdobyły medale na zimowych igrzyskach olimpijskich. Dla Czechosłowacji, która w poprzednich startach zdobyła srebro w hokeju na lodzie na igrzyskach w 1948 roku, srebrny medal zdobył Karol Divín w łyżwiarstwie figurowym. Dla Holandii dwa pierwsze medale od 1952 roku zdobyli Sjoukje Dijkstra w łyżwiarstwie figurowym i Jan Pesman w szybkim. Z kolei dla Polski był to drugi z rzędu zimowy start z dodatnim dorobkiem medalowym. Na podium olimpijskim w łyżwiarskim biegu na 1500 m stanęły Elwira Seroczyńska i Helena Pilejczyk, zdobywając srebro i brąz. Pierwsze od 1948 roku złoto olimpijskie na zimowych igrzyskach dla Francji zdobył natomiast Jean Vuarnet w narciarstwie alpejskim. Najlepszy zimowy start od 1948 roku pod względem liczby złotych medali zaliczyli również Szwedzi, a najlepszy występ olimpijski od zimowych igrzysk w 1952 roku uzyskali Norwegowie, zarówno pod względem złotych, jak i wszystkich medali.
Najsłabszy występ olimpijski od Zimowych Igrzysk Olimpijskich 1936, biorąc pod uwagę letnie i zimowe starty, zaliczyli reprezentanci Włoch. Dla Austriaków również był to najsłabszy występ od 1936 roku, jednak wliczając tylko zimowe starty. Z kolei Finowie odnotowali najsłabszy występ olimpijski od igrzysk w Sankt Moritz w 1948 roku.
Dwa kraje, które zdobyły medale na poprzednich zimowych igrzyskach, nie dokonały tego w Squaw Valley. Były to Japonia i Węgry. Dla Węgrów był to pierwszy od Zimowych Igrzysk Olimpijskich 1928 start olimpijski zakończony z zerowym dorobkiem medalowym.
Podczas igrzysk medale zdobyło 131 sportowców. Piętnaścioro zdobyło przynajmniej dwa medale, a dziesięcioro spośród nich przynajmniej jedno złoto. Jedynym trzykrotnym medalistą igrzysk został Veikko Hakulinen, który zdobył po jednym medalu każdego koloru w biegach narciarskich. Jedynymi dwukrotnymi mistrzami olimpijskimi zostali natomiast panczeniści – Lidija Skoblikowa i Jewgienij Griszyn.

## Klasyfikacja państw
Poniższa tabela przedstawia klasyfikację medalową państw, które zdobyły medale na Zimowych Igrzyskach Olimpijskich 1960 w Squaw Valley, sporządzoną na podstawie oficjalnych raportów Międzynarodowego Komitetu Olimpijskiego. Klasyfikacja posortowana jest najpierw według liczby osiągniętych medali złotych, następnie srebrnych, a na końcu brązowych. W przypadku, gdy dwa kraje zdobyły tę samą liczbę medali wszystkich kolorów, o kolejności zdecydował porządek alfabetyczny.
| Miejsce | Państwo        | Złoto | Srebro | Brąz | Razem |
| ------- | -------------- | ----- | ------ | ---- | ----- |
| 1.      | ZSRR           | 7     | 5      | 9    | 21    |
| 2.      | Niemcy         | 4     | 3      | 1    | 8     |
| 3.      | USA            | 3     | 4      | 3    | 10    |
| 4.      | Norwegia       | 3     | 3      | –    | 6     |
| 5.      | Szwecja        | 3     | 2      | 2    | 7     |
| 6.      | Finlandia      | 2     | 3      | 3    | 8     |
| 7.      | Kanada         | 2     | 1      | 1    | 4     |
| 8.      | Szwajcaria     | 2     | –      | –    | 2     |
| 9.      | Austria        | 1     | 2      | 3    | 6     |
| 10.     | Francja        | 1     | –      | 2    | 3     |
| 11.     | Holandia       | –     | 1      | 1    | 2     |
| 11.     | Polska         | –     | 1      | 1    | 2     |
| 13.     | Czechosłowacja | –     | 1      | –    | 1     |
| 14.     | Włochy         | –     | –      | 1    | 1     |
| Razem   | Razem          | 28    | 26     | 27   | 81    |

## Klasyfikacje według dyscyplin

### Biathlon
Podczas igrzysk w Squaw Valley po raz pierwszy o medale olimpijskie rywalizowano w biathlonie. Sport ten, pod nazwą patrolu wojskowego, był w programie olimpijskim na igrzyskach w Chamonix oraz na trzech kolejnych igrzyskach pełnił rolę sportu pokazowego. W 1960 roku został pełnoprawną dyscypliną olimpijską. Biathloniści rywalizowali w jednej konkurencji – biegu indywidualnym na dystansie 20 km. Pierwszym mistrzem olimpijskim w biathlonie został Szwed Klas Lestander, srebrny medal zdobył Fin Antti Tyrväinen, a brązowy – reprezentant ZSRR, Aleksandr Priwałow.
| Miejsce | Państwo   | Złoto | Srebro | Brąz | Razem |
| ------- | --------- | ----- | ------ | ---- | ----- |
| 1.      | Szwecja   | 1     | –      | –    | 1     |
| 2.      | Finlandia | –     | 1      | –    | 1     |
| 3.      | ZSRR      | –     | –      | 1    | 1     |

### Biegi narciarskie
Program zawodów olimpijskich w biegach narciarskich nie uległ zmianie w porównaniu do poprzednich igrzysk i składał się z sześciu konkurencji – czterech biegów mężczyzn i dwóch biegów kobiet. Zawody te były jednocześnie mistrzostwami świata w narciarstwie klasycznym.
Medalistami zostali biegacze z czterech państw – Norwegii, Szwecji, Finlandii i ZSRR. W dorobku ZSRR znalazło się najwięcej, sześć medali – jeden złoty, dwa srebrne i trzy brązowe. Po pięć medali, w tym po dwa złote, zdobyli Szwedzi i Finowie.
Najbardziej utytułowanym biegaczem został Fin Veikko Hakulinen, w którego dorobku znalazły się trzy medale, po jednym z każdego kruszcu. Wśród mężczyzn multimedalistami zostali również: Håkon Brusveen i Sixten Jernberg (złoto i srebro), Rolf Rämgård (srebro i brąz) oraz Nikołaj Anikin (dwa razy brąz). Wśród kobiet multimedalistkami zostały reprezentantki ZSRR – Marija Gusakowa, Lubow Baranowa i Radja Jeroszyna, które zajęły wszystkie trzy miejsca na podium w biegu indywidualnym na 10 km i zdobyły srebro w biegu sztafetowym.
| Miejsce | Państwo   | Złoto | Srebro | Brąz | Razem |
| ------- | --------- | ----- | ------ | ---- | ----- |
| 1.      | Szwecja   | 2     | 2      | 1    | 5     |
| 2.      | Finlandia | 2     | 1      | 2    | 5     |
| 3.      | ZSRR      | 1     | 2      | 3    | 6     |
| 4.      | Norwegia  | 1     | 1      | –    | 2     |
| Razem   | Razem     | 6     | 6      | 6    | 18    |

### Hokej na lodzie
W turnieju olimpijskim w hokeju na lodzie zwyciężyła reprezentacja Stanów Zjednoczonych, dla której był to pierwszy złoty medal w tej dyscyplinie. Amerykanie pokonali najlepszą wówczas na świecie czwórkę zespołów – Kanady, Związku Radzieckiego, Czechosłowacji i Szwecji, które upatrywane były wśród faworytów do zdobycia złota. Kanadyjczycy zdobyli srebrny medal, a reprezentanci ZSRR medal brązowy.
| Miejsce | Państwo | Złoto | Srebro | Brąz | Razem |
| ------- | ------- | ----- | ------ | ---- | ----- |
| 1.      | USA     | 1     | –      | –    | 1     |
| 2.      | Kanada  | –     | 1      | –    | 1     |
| 3.      | ZSRR    | –     | –      | 1    | 1     |
| Razem   | Razem   | 1     | 1      | 1    | 3     |

### Kombinacja norweska
Rywalizacja olimpijska w kombinacji norweskiej w Squaw Valley, tak samo jak cztery lata wcześniej w Cortinie d’Ampezzo, składała się z jednej konkurencji indywidualnej, składającej się z trzech serii skoków (do noty wliczano najlepsze dwa) i biegu narciarskiego na 15 km. Zawody te rozgrywane były jednocześnie w ramach mistrzostw świata w narciarstwie klasycznym.
W zawodach zwyciężył Niemiec Georg Thoma, srebro zdobył Norweg Tormod Knutsen, a brąz – reprezentant ZSRR, Nikołaj Gusakow. Medal Thomy był pierwszym dla Niemiec, a medal Gusakowa pierwszym dla ZSRR zdobytym w kombinacji norweskiej. Jednocześnie Thoma został drugim w historii, po Heikki Hasu w 1948 roku, dwuboistą spoza Norwegii, który zdobył złoto olimpijskie w tej dyscyplinie.
| Miejsce | Państwo  | Złoto | Srebro | Brąz | Razem |
| ------- | -------- | ----- | ------ | ---- | ----- |
| 1.      | Niemcy   | 1     | –      | –    | 1     |
| 2.      | Norwegia | –     | 1      | –    | 1     |
| 3.      | ZSRR     | –     | –      | 1    | 1     |
| Razem   | Razem    | 1     | 1      | 1    | 3     |

### Łyżwiarstwo figurowe
Konkurencje łyżwiarstwa figurowego rozegrane podczas igrzysk w Squaw Valley były takie same jak w Cortinie d’Ampezzo – przeprowadzono rywalizację solistów, solistek i par sportowych.
Medale zdobyli reprezentanci pięciu państw, przy czym tylko Amerykanie i Kanadyjczycy stanęli na podium więcej niż jeden raz. Amerykanie wywalczyli cztery medale, a Kanadyjczycy dwa. Pierwsze medale olimpijskie w łyżwiarstwie figurowym zdobyli dla swoich państw: Karol Divín dla Czechosłowacji oraz Sjoukje Dijkstra dla Holandii.
| Miejsce | Państwo        | Złoto | Srebro | Brąz | Razem |
| ------- | -------------- | ----- | ------ | ---- | ----- |
| 1.      | USA            | 2     | –      | 2    | 4     |
| 2.      | Kanada         | 1     | –      | 1    | 2     |
| 3.      | Czechosłowacja | –     | 1      | –    | 1     |
| 3.      | Holandia       | –     | 1      | –    | 1     |
| 3.      | Niemcy         | –     | 1      | –    | 1     |
| Razem   | Razem          | 3     | 3      | 3    | 9     |

### Łyżwiarstwo szybkie
Podczas igrzysk w Squaw Valley rozegrano osiem konkurencji w łyżwiarstwie szybkim, czyli o cztery więcej niż podczas poprzednich igrzysk. Po raz pierwszy przeprowadzono rywalizację olimpijską kobiet w tej dyscyplinie.
Medale zdobyli reprezentanci siedmiu państw. Najwięcej razy, dwunastokrotnie, na podium olimpijskim stanęli panczeniści ze Związku Radzieckiego. Zdobyli oni medale we wszystkich konkurencjach, we wszystkich poza biegiem kobiet na 500 m i biegiem mężczyzn na 10 000 m zdobyli złoto.
Najbardziej utytułowanymi panczenistami zostali Jewgienij Griszyn i Lidija Skoblikowa, w których dorobku znalazły się po dwa złote medale. Griszyn jako jedyny obronił tytuł mistrza olimpijskiego z poprzednich igrzysk. Dokonał tego dwukrotnie – w biegu na 500 i 1500 m, przy czym w drugim z nich zwyciężył ex aequo z Roaldem Aasem. Był to drugi z rzędu przypadek w rywalizacji olimpijskiej na tym dystansie, że przyznano dwa złote medale.
Poza Griszynem i Skoblikową multimedalistami zostali: Helga Haase, Knut Johannesen i Wiktor Kosiczkin. Wszyscy zdobyli po jednym złotym i jednym srebrnym medalu. Medale Haase były jednocześnie pierwszymi zdobytymi w łyżwiarstwie szybkim dla Niemiec. Pierwsze medale w tej dyscyplinie dla Polski zdobyły natomiast Elwira Seroczyńska i Helena Pilejczyk w biegu na 1500 m kobiet.
| Miejsce | Państwo   | Złoto | Srebro | Brąz | Razem |
| ------- | --------- | ----- | ------ | ---- | ----- |
| 1.      | ZSRR      | 6     | 3      | 3    | 12    |
| 2.      | Norwegia  | 2     | 1      | –    | 3     |
| 3.      | Niemcy    | 1     | 1      | –    | 2     |
| 4.      | Polska    | –     | 1      | 1    | 2     |
| 4.      | USA       | –     | 1      | 1    | 2     |
| 6.      | Finlandia | –     | –      | 1    | 1     |
| 6.      | Holandia  | –     | –      | 1    | 1     |
| 6.      | Szwecja   | –     | –      | 1    | 1     |
| Razem   | Razem     | 9     | 7      | 8    | 21    |

### Narciarstwo alpejskie
Konkurencje alpejskie rozgrywane na igrzyskach w 1960 roku nie zmieniły się w porównaniu do poprzednich igrzysk. Medale przyznano w sześciu kompletach – w zjeździe, slalomie i slalomie gigancie mężczyzn i kobiet.
Medalistami zostali reprezentanci siedmiu państw. Najwięcej, pięć medali zdobyli Austriacy. Z kolei Szwajcarzy jako jedyni zdobyli dwa złote medale. W narciarstwie alpejskim po dwa medale zdobyło dwoje zawodników – Ernst Hinterseer (złoto i brąz) wśród mężczyzn i Penny Pitou (dwa razy srebro) wśród kobiet. Reprezentantka Kanady, Anne Heggtveit wywalczyła pierwszy złoty medal w narciarstwie alpejskim dla swojego kraju, zwyciężając w slalomie.
| Miejsce | Państwo    | Złoto | Srebro | Brąz | Razem |
| ------- | ---------- | ----- | ------ | ---- | ----- |
| 1.      | Szwajcaria | 2     | –      | –    | 2     |
| 2.      | Austria    | 1     | 2      | 2    | 5     |
| 3.      | Niemcy     | 1     | 1      | 1    | 3     |
| 4.      | Francja    | 1     | –      | 2    | 3     |
| 5.      | Kanada     | 1     | –      | –    | 1     |
| 6.      | USA        | –     | 3      | –    | 3     |
| 7.      | Włochy     | –     | –      | 1    | 1     |
| Razem   | Razem      | 6     | 6      | 6    | 18    |

### Skoki narciarskie
Niezmiennie od poprzednich igrzysk, w 1960 roku rozegrano jedną konkurencję olimpijską w skokach narciarskich – zawody indywidualne. Zawody te były jednocześnie mistrzostwami świata w narciarstwie klasycznym. Złoty medal zdobył Niemiec Helmut Recknagel, srebrny – Fin Niilo Halonen, a brązowy – Austriak Otto Leodolter. Złoto Recknagela było pierwszym medalem tego koloru dla Niemiec w zawodach olimpijskich w skokach narciarskich. Jednocześnie po raz drugi w historii, po igrzyskach w Cortinie d’Ampezzo, medalu olimpijskiego w tej dyscyplinie nie zdobył żaden ze skoczków norweskich.
| Miejsce | Państwo   | Złoto | Srebro | Brąz | Razem |
| ------- | --------- | ----- | ------ | ---- | ----- |
| 1.      | Niemcy    | 1     | –      | –    | 1     |
| 2.      | Finlandia | –     | 1      | –    | 1     |
| 3.      | Austria   | –     | –      | 1    | 1     |
| Razem   | Razem     | 1     | 1      | 1    | 3     |

## Multimedaliści
15 sportowców zdobyło w Squaw Valley więcej niż jeden medal, a 10 spośród nich wywalczyło przynajmniej jedno złoto. Najwięcej – czworo – multimedalistów startowało w barwach Związku Radzieckiego. Pięcioro z multimedalistów stawało na podium olimpijskim w łyżwiarstwie szybkim, czworo w biegach narciarskich, a jeden w narciarstwie alpejskim.
Jedynym trzykrotnym medalistą igrzysk został fiński biegacz, Veikko Hakulinen, który zdobył po jednym medalu z każdego kruszcu. Z kolei jedynymi dwukrotnymi mistrzami olimpijskimi zostali panczeniści ze Związku Radzieckiego – Lidija Skoblikowa i Jewgienij Griszyn.
Poniższa tabela przedstawia indywidualne zestawienie multimedalistów Zimowych Igrzysk Olimpijskich 1960, czyli zawodników i zawodniczek, którzy zdobyli więcej niż jeden medal olimpijski na tych igrzyskach, w tym przynajmniej jeden złoty.
| Miejsce | Zawodnik          | Państwo   | Dyscyplina            | Złoto | Srebro | Brąz | Razem |
| ------- | ----------------- | --------- | --------------------- | ----- | ------ | ---- | ----- |
| 1.      | Jewgienij Griszyn | ZSRR      | łyżwiarstwo szybkie   | 2     | –      | –    | 2     |
| 1.      | Lidija Skoblikowa | ZSRR      | łyżwiarstwo szybkie   | 2     | –      | –    | 2     |
| 3.      | Veikko Hakulinen  | Finlandia | biegi narciarskie     | 1     | 1      | 1    | 3     |
| 4.      | Håkon Brusveen    | Norwegia  | biegi narciarskie     | 1     | 1      | –    | 2     |
| 4.      | Marija Gusakowa   | ZSRR      | biegi narciarskie     | 1     | 1      | –    | 2     |
| 4.      | Helga Haase       | Niemcy    | łyżwiarstwo szybkie   | 1     | 1      | –    | 2     |
| 4.      | Sixten Jernberg   | Szwecja   | biegi narciarskie     | 1     | 1      | –    | 2     |
| 4.      | Knut Johannesen   | Norwegia  | łyżwiarstwo szybkie   | 1     | 1      | –    | 2     |
| 4.      | Wiktor Kosiczkin  | ZSRR      | łyżwiarstwo szybkie   | 1     | 1      | –    | 2     |
| 10.     | Ernst Hinterseer  | Austria   | narciarstwo alpejskie | 1     | –      | 1    | 2     |